# Eisenhüttenstadt

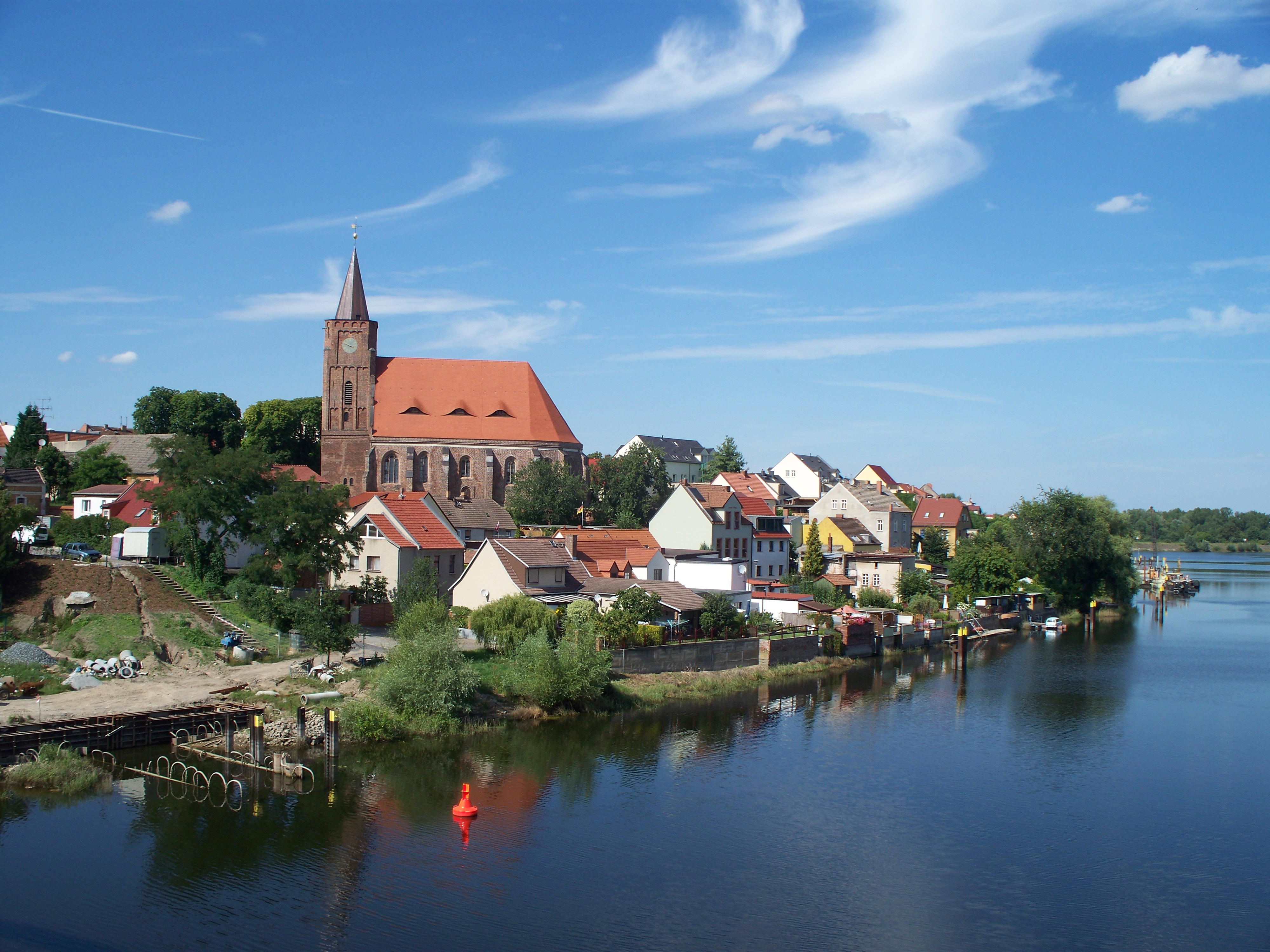
Historischer Teil der Stadt Eisenhüttenstadt, der Ortsteil Fürstenberg, im Jahr 2009

Eisenhüttenstadt ist eine Stadt im Landkreis Oder-Spree des Landes Brandenburg am Westufer der Oder. Sie entstand als Planstadt nach einem Beschluss ab Juli 1950 als sozialistische Wohnstadt für das Eisenhüttenkombinat Ost (EKO), das seitdem ein bedeutender Arbeitgeber in der Stadt ist. Gebaut wurde nahe dem historischen, seit dem 13. Jahrhundert bestehenden Ort Fürstenberg (Oder), aus dem der neue Stadtkreis 1953 herausgelöst und kurz darauf in Stalinstadt umbenannt wurde. 1961 wurden beide Verwaltungseinheiten zu Eisenhüttenstadt vereint. Die Stadt ist ein Mittelzentrum und war bis 1993 eine kreisfreie Stadt. Seitdem hat sie den Status einer amtsfreien Großen kreisangehörigen Stadt.
Durch seine Geschichte als komplette Stadtneugründung und den städtebaulichen Aufbau mit diversen Baudenkmalen gilt Eisenhüttenstadt als besonderes Bauensemble.

## Geografie
Eisenhüttenstadt liegt auf einer Talsandterrasse des Warschau-Berliner Urstromtals. Im Süden ist es vom Hügelland einer Endmoräne, den Diehloer Bergen, begrenzt. In Eisenhüttenstadt mündet der Oder-Spree-Kanal in die Oder.
Die Stadt liegt etwa 25 Kilometer südlich von Frankfurt (Oder), 25 Kilometer nördlich von Guben und 110 Kilometer von Berlin entfernt.
Eisenhüttenstadt befindet sich im äußersten Norden der Niederlausitz und ist nach Cottbus und Żary (Sorau) deren drittgrößte Stadt. Im Landkreis Oder-Spree ist Eisenhüttenstadt, nach Fürstenwalde/Spree, die zweitgrößte Stadt.

## Nachbargemeinden
| Müllrose Siehdichum | Frankfurt (Oder) Brieskow-Finkenheerd Wiesenau Vogelsang | Ziebingen           |
| Schlaubetal Beeskow | Kompass                                                  | Kloppitz            |
| Möbiskruge          | Lawitz Neuzelle                                          | Crossen an der Oder |

Die Gemeinden auf der östlichen Oderseite in Polen sind nur über die Brücken in Frankfurt (Oder), Coschen oder Guben zu erreichen, da die zerstörte Oderbrücke nicht wieder errichtet worden ist.

## Stadtgliederung

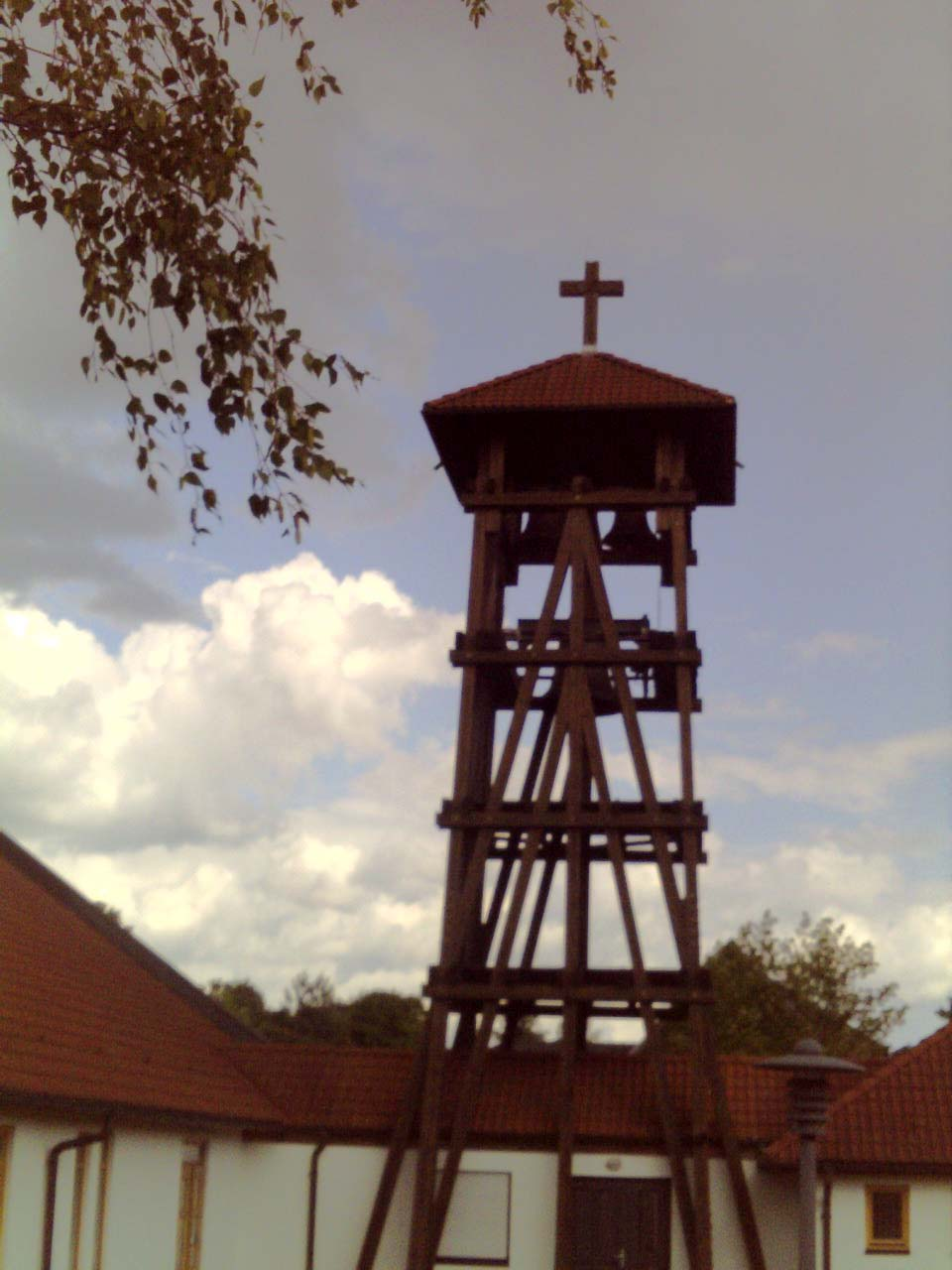
Glockenturm der Heilig-Kreuz-Kirche in Schönfließ

Die Stadt besteht aus dem nach 1950 entstandenen Stadtzentrum und den eingemeindeten Ortsteilen:
- Diehlo
- Fürstenberg (Oder)
- Schönfließ

Das Stadtzentrum ist wiederum in sieben Wohnkomplexe unterteilt, die ursprünglich mit Geschäften und Dienstleistungseinrichtungen sowie Schulen und Kindergärten ausgestattet waren.
Wohnplätze
- Diehloer Ziegelei
- Schrabischmühle
- Waldsiedlung

## Geschichte

### Historischer Überblick
Bereits nach 1251 wurde auf dem heutigen Stadtgebiet im Rahmen der Territorialpolitik des meißnischen Markgrafen Heinrichs des Erlauchten die Stadt Fürstenberg im Verband der Niederlausitz gegründet. 1286 ist sie als Civitas und Zollstätte bezeugt. Im 14. Jahrhundert veranlasste Kaiser Karl IV. den Bau einer Stadtmauer. Von 1316 bis 1817 stand die Grundherrschaft mit geringen Unterbrechungen dem Kloster Neuzelle zu. Der in der ersten Hälfte des 14. Jahrhunderts gebildete Rat hatte die Niedergerichte inne, gemeinsam mit dem Abt von Neuzelle auch die Obergerichte.
Nach dem Prager Frieden 1635 kam Fürstenberg mit der Niederlausitz zum Kurfürstentum Sachsen, 1815 fiel es an Preußen. Das abseits der Fernstraße Frankfurt (Oder) – Guben an einer wenig bedeutenden Oderfähre gelegene, aber als Zollstätte wichtige Städtchen, in dem auch Fischerei und Schifffahrt betrieben wurden, hatte im Jahr 1830 1686 Einwohner. Mit dem Bau der Bahn von Frankfurt (Oder) nach Breslau 1846 und im Anschluss an den hier in die Oder mündenden Oder-Spree-Kanal (1891) begann eine industrielle Entwicklung mit Glashütten, Werften, Säge-, Öl- und Getreidemühlen. Die jüdische Gemeinde der Stadt nahm 1890 ihren Friedhof in Nutzung, der später von den Nazis zerstört wurde. Zwischen 1871 und 1900 verdoppelte sich die Bevölkerungszahl auf 5.700, bis 1933 stieg sie auf 7.054. Im Jahre 1925 wurde ein Oderhafen angelegt.
Für die Kriegsvorbereitungen der Nationalsozialisten entstand zwischen dem Kanal, der Bahnlinie und der Schönfließer Chaussee (heute Beeskower Straße) das Chemische Zentralwerk der DEGUSSA, in dem während des Zweiten Weltkrieges Häftlinge eines Außenlagers des KZ Sachsenhausen und Kriegsgefangene des M-Stammlager III B (Kriegsgefangenen-Mannschafts-Stammlager) Zwangsarbeit verrichteten, bei der Tausende ums Leben kamen. Außerdem wurden sie im Oder Gerätebau eingesetzt, einer ausgelagerten Rüstungsfabrik von Rheinmetall-Borsig, im Kraftwerk Vogelsang an der Oder, im Forst und beim Straßenbau. Zwischen 1940 und 1943 wurde am Oder-Spree-Kanal der GBI-Hafen errichtet, mit einem Granitlager für die geplante Reichshauptstadt, der heutige Hafen Eisenhüttenstadt.
Am 24. April 1945 besetzte die Rote Armee die Stadt. Fürstenberg (Oder) wurde Garnisonsstadt der sowjetischen Truppen. Die Industrieanlagen wurden zum großen Teil als Reparationsleistung demontiert.

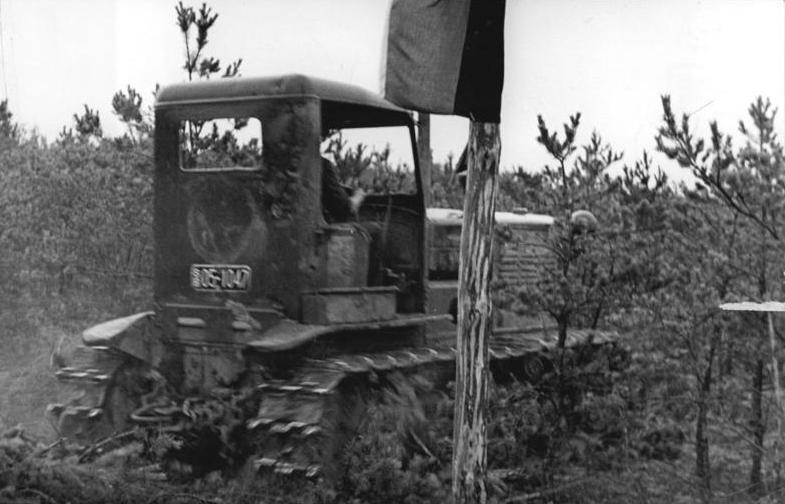
Rodung des Geländes durch einen sowjetischen SChTS-NATI-Kettentraktor nach dem symbolischen ersten Axthieb

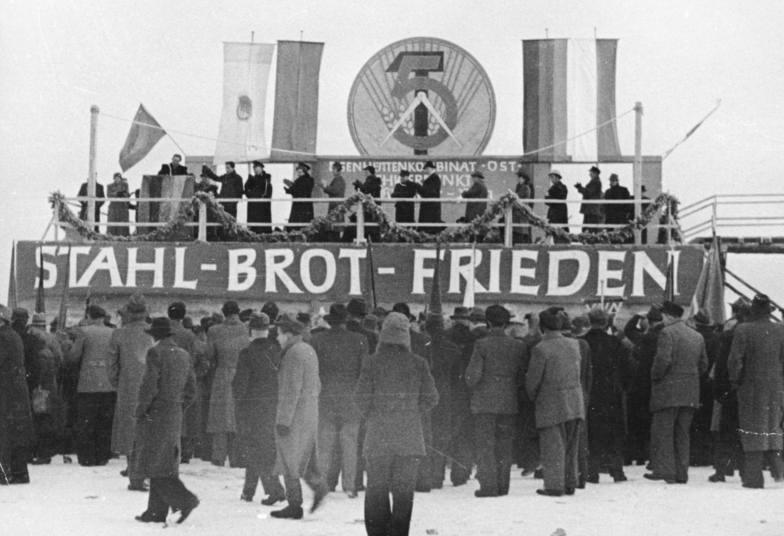
Grundsteinlegung im Hüttenkombinat Ost durch Minister Selbmann

Auf dem III. Parteitag der SED vom 20. bis 24. Juli 1950 wurde der Beschluss zum Bau des Eisenhüttenkombinats Ost (EKO) und einer sozialistischen Wohnstadt bei Fürstenberg (Oder) gefasst. Die neue Wohnstadt sollte nach den „16 Grundsätzen des Städtebaus“ und im architektonischen Stil des Sozialistischen Klassizismus errichtet werden (erste sozialistische Stadt Deutschlands).
Am 18. August 1950 erfolgte der symbolische erste Axthieb zum Baubeginn des Eisenhüttenkombinats. Am 1. Januar 1951 legte Minister Fritz Selbmann den Grundstein für den ersten Hochofen, der am 19. September 1951 den Betrieb aufnahm. Bis 1955 entstanden fünf weitere Hochöfen. Am 1. Februar 1953 wurde die Wohnstadt als selbstständiger Stadtkreis aus dem Kreis Fürstenberg herausgelöst und am 7. Mai 1953 aus Anlass des Todes von Stalin in Stalinstadt umbenannt. Ursprünglich sollte die Stadt zum 70. Todestag von Karl Marx den Namen Karl-Marx-Stadt erhalten, den dann stattdessen Chemnitz erhielt. Ende des Jahres 1953 hatte die Stadt 2.400 Einwohner, im Jahre 1960 bereits 24.372. Fürstenberg (Oder) wurde 1952 Kreisstadt und hatte 1960 eine Einwohnerzahl von 6.749.
Am 13. November 1961 wurden die Städte Fürstenberg (Oder) (mit dem Ortsteil Schönfließ) und Stalinstadt zu Eisenhüttenstadt zusammengeschlossen, um im Rahmen der Entstalinisierung den unerwünscht gewordenen Namen zu tilgen. Dabei wurde die Stadt Fürstenberg (Oder) aus dem Landkreis Fürstenberg herausgelöst und der bereits unter dem Namen Stalinstadt bestehenden kreisfreien Stadt zugeschlagen. Eisenhüttenstadt war dann bis zur Bildung des Landkreises Oder-Spree sowohl kreisfreie Stadt als auch Kreisstadt des Kreises Eisenhüttenstadt im Bezirk Frankfurt (Oder).
Am 19. September 1986 wurde unter großer politischer Anteilnahme in der Bundesrepublik ein Abkommen über die erste deutsch-deutsche Städtepartnerschaft zwischen Saarlouis und Eisenhüttenstadt unterzeichnet.
Mit dem Ausbau des Hüttenwerks stieg die Einwohnerzahl bis 1988 auf den historischen Höchststand von über 53.000. Im Jahre 1993 erfolgte die Eingemeindung des Ortes Diehlo. 1996 wurde die Neue Deichbrücke über den Oder-Spree-Kanal wiederaufgebaut. Mit dem Strukturwandel nach der Wiedervereinigung hat sich die Einwohnerzahl nahezu halbiert. Um den Schrumpfungsprozess zu beherrschen, wurde ein Stadtumbauprogramm begonnen, das mit dem Abriss und der Sanierung zahlreicher Wohnungen verbunden ist.

### Ortsname

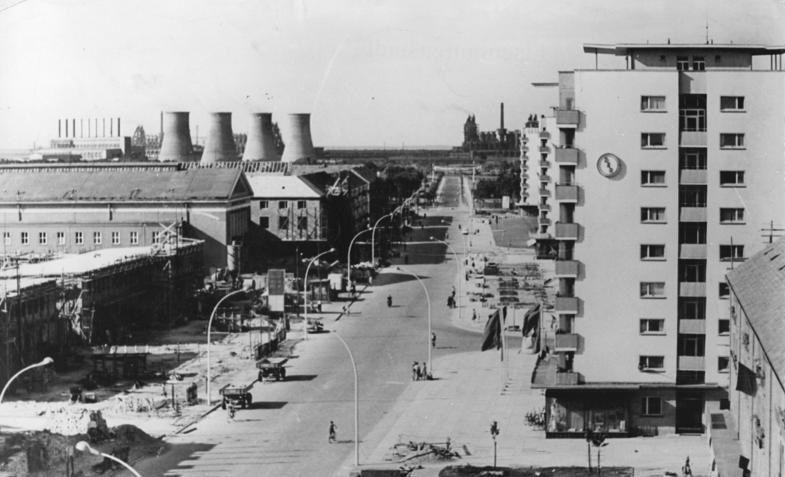
Errichtete Planstadt unmittelbar am Hüttenwerk, 1960

Der Name der Stadt hat immer schon dazu animiert, griffigere Bezeichnungen zu kreieren. In der Umgangssprache wird die Stadt oft verkürzt mit „Hüttenstadt“ oder „Hütte“ bezeichnet. Aufgrund des Verfalls seit 1989 wird die Stadt heute im Volksmund bisweilen „Schrottgorod“ genannt. Schrott verballhornte darin das Eisen als ein zur Wiederverwertung anstehendes Material, die Endung -gorod die russische Endung für -stadt.

### Eingemeindungen
Die Gemeinde Diehlo wurde im Jahr 1993 Ortsteil von Eisenhüttenstadt.

## Bevölkerungsentwicklung
| Jahr | Einwohner |
| ---- | --------- |
| 1953 | 02400     |
| 1955 | 15.157    |
| 1958 | 19.629    |
| 1960 | 24.372    |
| 1961 | 32.970    |

| Jahr | Einwohner |
| ---- | --------- |
| 1965 | 38.138    |
| 1970 | 45.410    |
| 1975 | 47.414    |
| 1980 | 48.253    |
| 1985 | 48.810    |
| 1988 | 53.048    |

| Jahr | Einwohner |
| ---- | --------- |
| 1990 | 50.216    |
| 1995 | 47.376    |
| 2000 | 41.493    |
| 2005 | 34.818    |
| 2010 | 31.132    |
| 2015 | 30.416    |

| Jahr | Einwohner |
| ---- | --------- |
| 2020 | 23.373    |
| 2021 | 22.919    |
| 2022 | 24.790    |
| 2023 | 25.202    |
| 2024 | 24.703    |

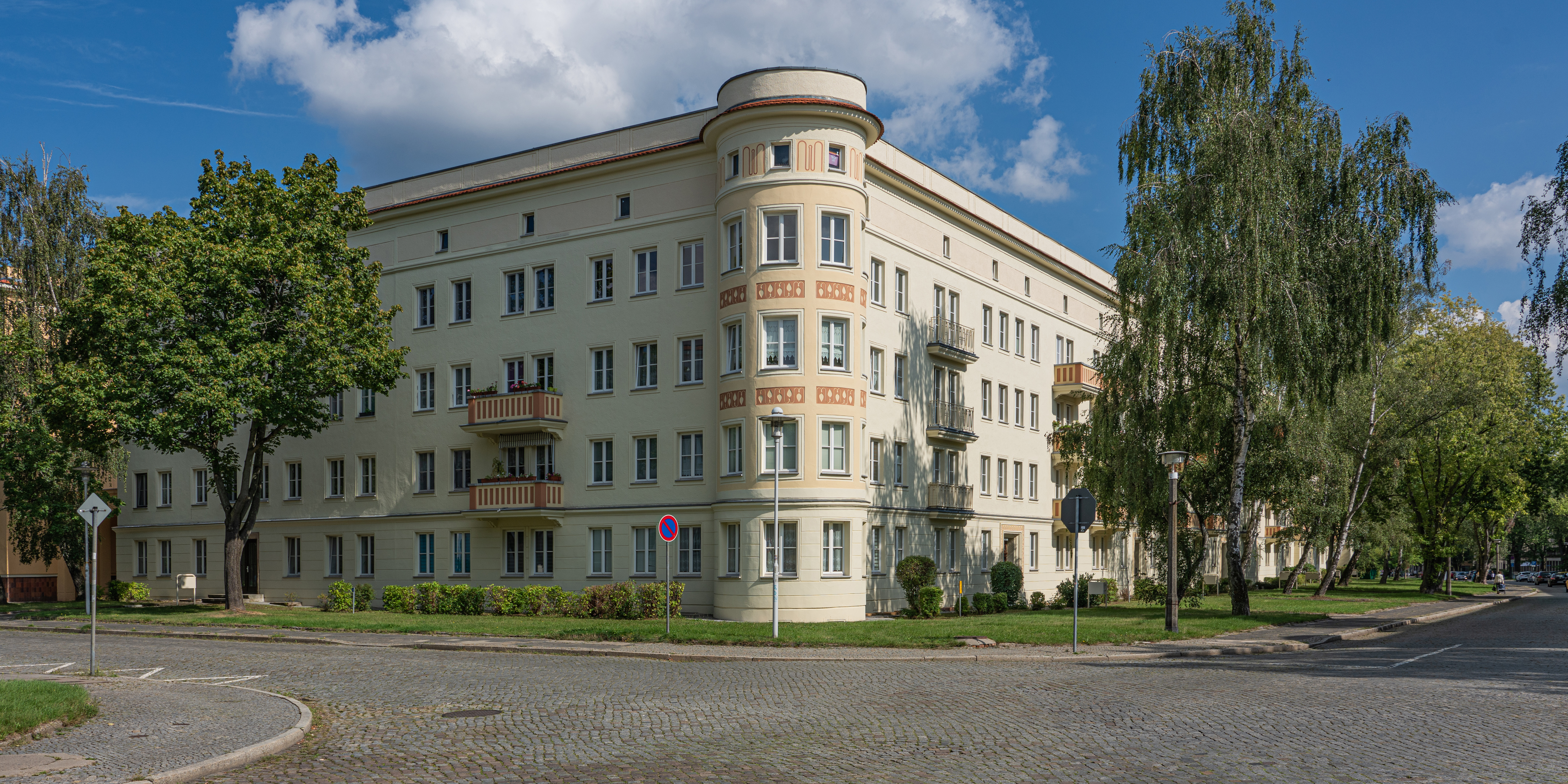
„Wohnkomplex II“ – Saarlouiser Straße

Gebietsstand des jeweiligen Jahres, Einwohnerzahl: Stand 31. Dezember (ab 1991)
, ab 2011 auf Basis des Zensus 2011, ab 2022 auf Basis des Zensus 2022
Es handelt es sich um amtliche Fortschreibungen der Staatlichen Zentralverwaltung für Statistik der DDR (bis 1989) und des Amtes für Statistik Berlin-Brandenburg (ab 1990).

## Religion

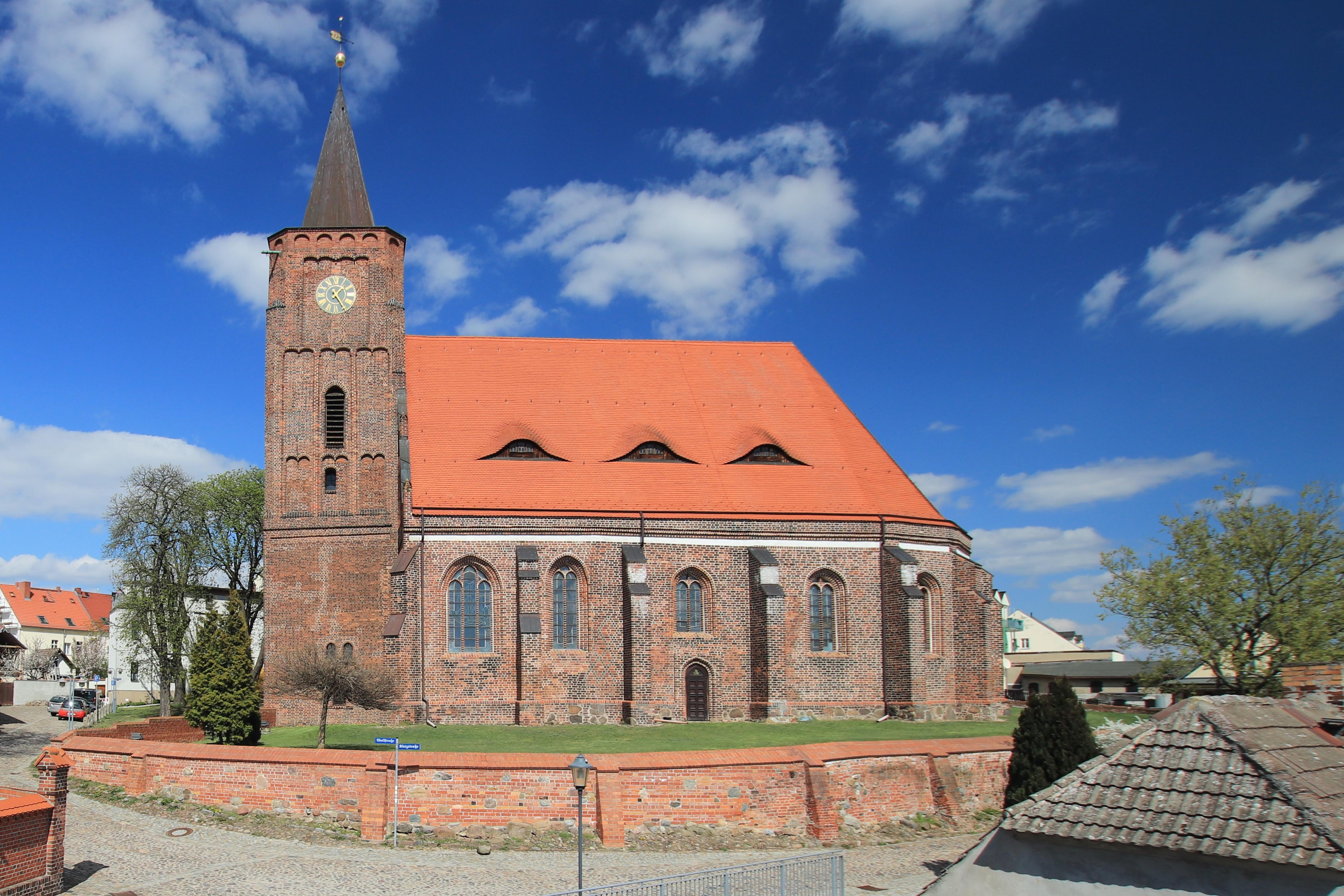
Nikolaikirche Fürstenberg, 2019

Die evangelische Friedensgemeinde Eisenhüttenstadt nutzte für Gottesdienste in Schönfließ zunächst einen Raum in einer Gaststätte. In der Neustadt waren zunächst ein sogenannter Evangeliumswagen, zwischenzeitlich ein Zelt und ab 1952 eine Baracke vorhanden. Für die geplanten Wohnsiedlungen, damals noch als Stalinstadt, waren seitens Walter Ulbricht keine kirchlichen Einrichtungen und insbesondere Kirchtürme vorgesehen. Das heutige evangelische Kirchengebäude und Gemeindezentrum in der Neustadt wurde 1981 vollendet und geht mit auf den langjährigen Einsatz des späteren Ehrenbürgers Pfarrer Heinz Bräuer zurück.
Im Ortsteil Fürstenberg wurde die im Krieg stark zerstörte Nikolaikirche provisorisch aufgebaut und nach der Wende grundlegend saniert.
Die neuapostolische Gemeinde in Eisenhüttenstadt hat eine Kirche im Stadtteil Fürstenberg.
Seit den 1920er Jahren gab es eine baptistische Gemeindearbeit, aus der 1990 die Evangelisch-Freikirchliche Gemeinde als selbstständige Gemeinde hervorging.
Zur römisch-katholischen Pfarrei Beata Maria Virgo in Neuzelle im Bistum Görlitz gehören in Eisenhüttenstadt die Herz-Jesu-Kirche in Fürstenberg und die 1994 geweihte Kirche Heilig Kreuz in Schönfließ, die bis 2019 eine eigene Pfarrei bildeten.

## Politik

### Stadtverordnetenversammlung
Die Stadtverordnetenversammlung von Eisenhüttenstadt besteht entsprechend der Einwohnerzahl der Stadt aus 28 Stadtverordneten und dem hauptamtlichen Bürgermeister. Die Kommunalwahl am 9. Juni 2024 führte bei einer Wahlbeteiligung von 56,5 % zu folgendem Ergebnis:
| Partei / Wählergruppe                | Stimmenanteil 2014 | Sitze 2014 |  | Stimmenanteil 2019 | Sitze 2019 |  | Stimmenanteil 2024 | Sitze 2024 |
| ------------------------------------ | ------------------ | ---------- |  | ------------------ | ---------- |  | ------------------ | ---------- |
| AfD                                  | 09,5 %             | 2          |  | 24,0 %             | 8          |  | 32,7 %             | 6          |
| SPD                                  | 29,1 %             | 9          |  | 25,3 %             | 8          |  | 19,5 %             | 5          |
| Bürgervereinigung Fürstenberg (Oder) | 13,2 %             | 4          |  | 11,7 %             | 4          |  | 13,8 %             | 4          |
| CDU                                  | 15,4 %             | 5          |  | 11,3 %             | 3          |  | 13,4 %             | 4          |
| Die Linke                            | 23,6 %             | 8          |  | 17,7 %             | 6          |  | 09,5 %             | 3          |
| Bündnis 90/Die Grünen                | 02,5 %             | 1          |  | 05,8 %             | 2          |  | 03,2 %             | 1          |
| Einzelbewerber Egon Niemagk          | –                  | –          |  | –                  | –          |  | 02,7 %             | 1          |
| FDP                                  | 01,5 %             | –          |  | –                  | –          |  | 02,4 %             | 1          |
| Piraten                              | 02,4 %             | 1          |  | 02,2 %             | 1          |  | 01,1 %             | –          |
| Einzelbewerber Christian Friedrich   | –                  | –          |  | –                  | –          |  | 01,0 %             | –          |
| Einzelbewerber Ronny Claus           | –                  | –          |  | –                  | –          |  | 00,7 %             | –          |
| Einzelbewerber Rainer Bublak         | –                  | –          |  | 02,0 %             | –          |  | –                  | –          |
| Die Republikaner                     | 03,0 %             | 1          |  | –                  | –          |  | –                  | –          |
| Insgesamt                            | 100 %              | 31         |  | 100 %              | 32         |  | 100 %              | 25         |

Bei der Wahl 2014 entfielen auf die AfD drei Sitze, von denen einer unbesetzt blieb, weil die Partei nur zwei Kandidaten nominiert hatte. Bei der Wahl 2024 entfielen auf die AfD neun Sitze, von denen drei unbesetzt bleiben, weil die Partei nur sechs Kandidaten nominiert hatte.

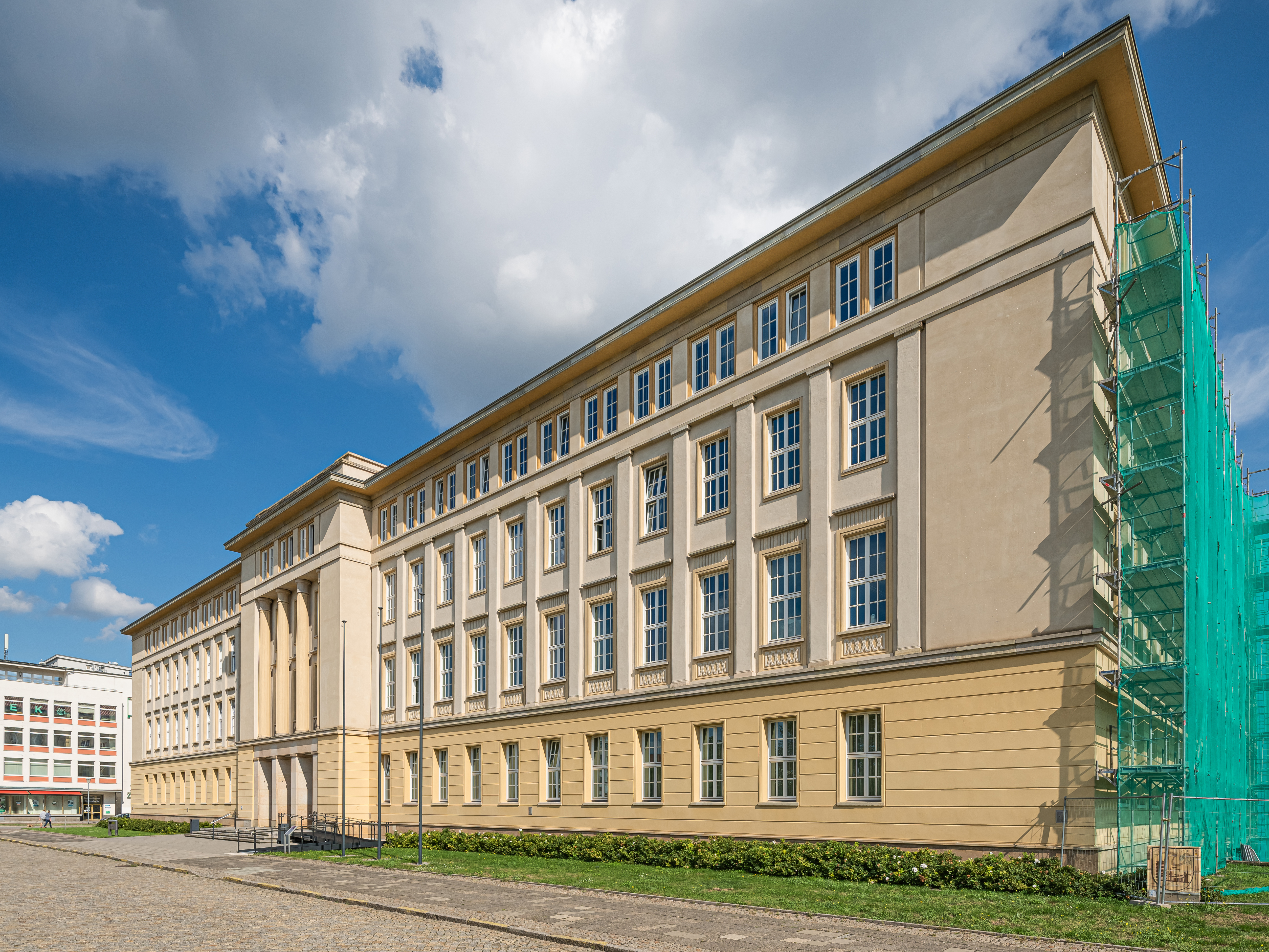
Rathaus

### Bürgermeister
Bürgermeister von Stalinstadt beziehungsweise seit 1961 Eisenhüttenstadt:
- 1953–1956: Albert Wettengel (SED)
- 1956–1965: Max Richter (SED)
- 1965–1969: Siegfried Sommer (SED)
- 1969–1985: Werner Viertel (SED)
- 1985–1988: Manfred Sader (SED)
- 1988–1990: Ottokar Wundersee (SED)
- 1990–1993: Wolfgang Müller (CDU)
- 1993–2009: Rainer Werner (SPD)
- 2010–2018: Dagmar Püschel (Die Linke)
- seit 2018: Frank Balzer (SPD)

Balzer wurde in der Bürgermeisterstichwahl am 8. Oktober 2017 mit 67,9 % der gültigen Stimmen gewählt. Seine Amtszeit beträgt acht Jahre.

### Wappen
Das Wappen wurde am 31. Januar 1992 genehmigt.
Blasonierung: „In goldenem Feld über drei blauen Wellenfäden in Rot rechts ein Hochhaus, links ein Hochofensystem überhöht von dem bandförmig blauen Teilumriss einer links gewandten Friedenstaube.“
Eisenhüttenstadt führt seit 1973 ein Wappen, das von Johannes Hansky (1925–2004) entworfen wurde. Im Vordergrund werden ein rotes Hochhaus und daneben ein roter Hochofen dargestellt, die für das metallurgische Zentrum stehen. Darüber schwebt stilisiert eine Friedenstaube. Im Schildfuß symbolisieren drei blaue Wellen die Lage an der Oder.

### Städtepartnerschaften
- Dimitrowgrad in Bulgarien
- Drancy in Frankreich
- Głogów (Glogau) in Polen
- Saarlouis in Deutschland, 1986 begründet, erste deutsch-deutsche Städtepartnerschaft

## Sehenswürdigkeiten und Kultur

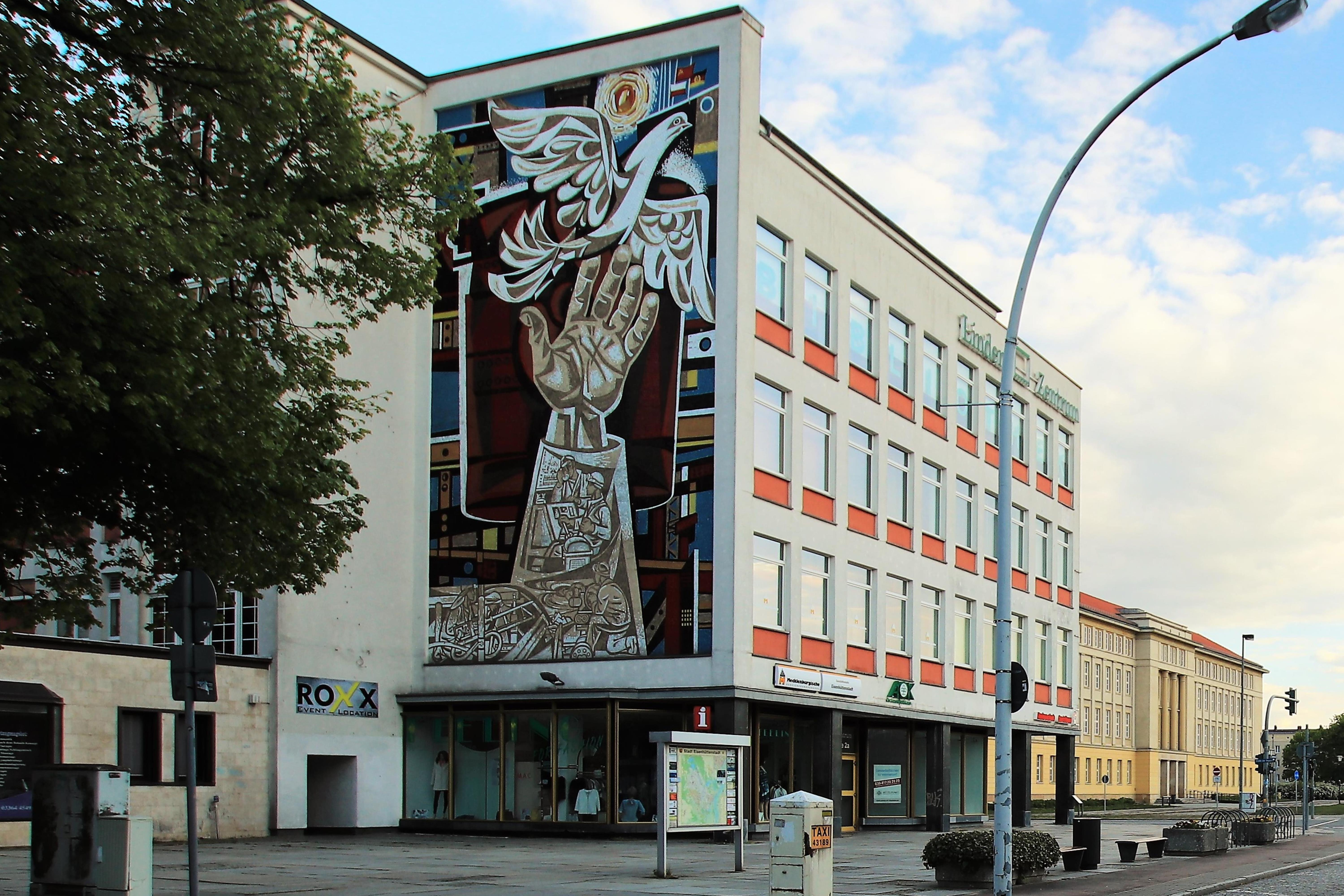
Mosaik von Walter Womacka am heutigen Linden-Zentrum

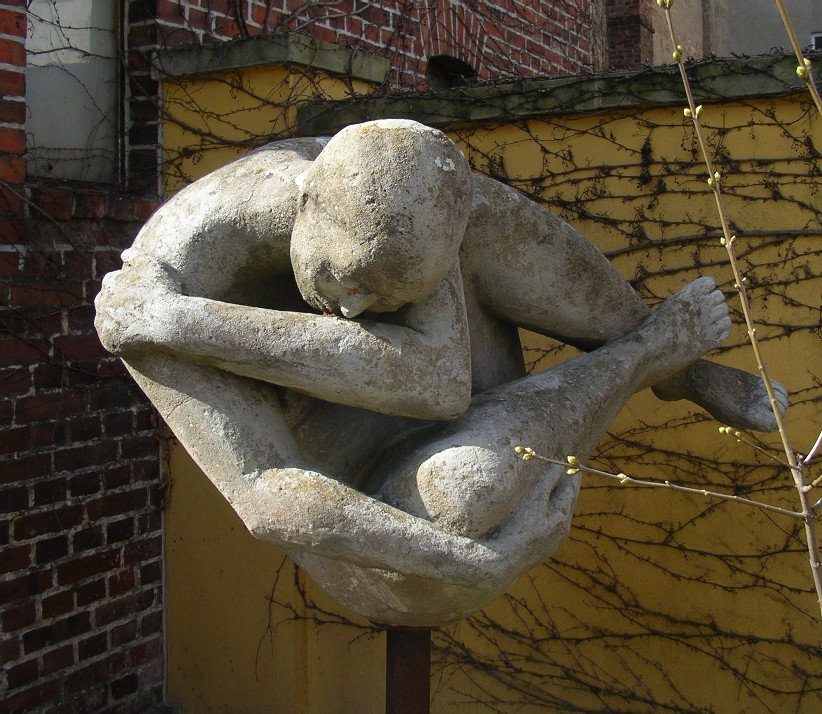
Bewahrende (Sich schützende Frau) von Robert Riehl

In der Liste der Baudenkmale in Eisenhüttenstadt und der Liste der Bodendenkmale in Eisenhüttenstadt stehen die vom Land Brandenburg unter Denkmalschutz gestellten Kulturdenkmale der Stadt.

### Bauwerke

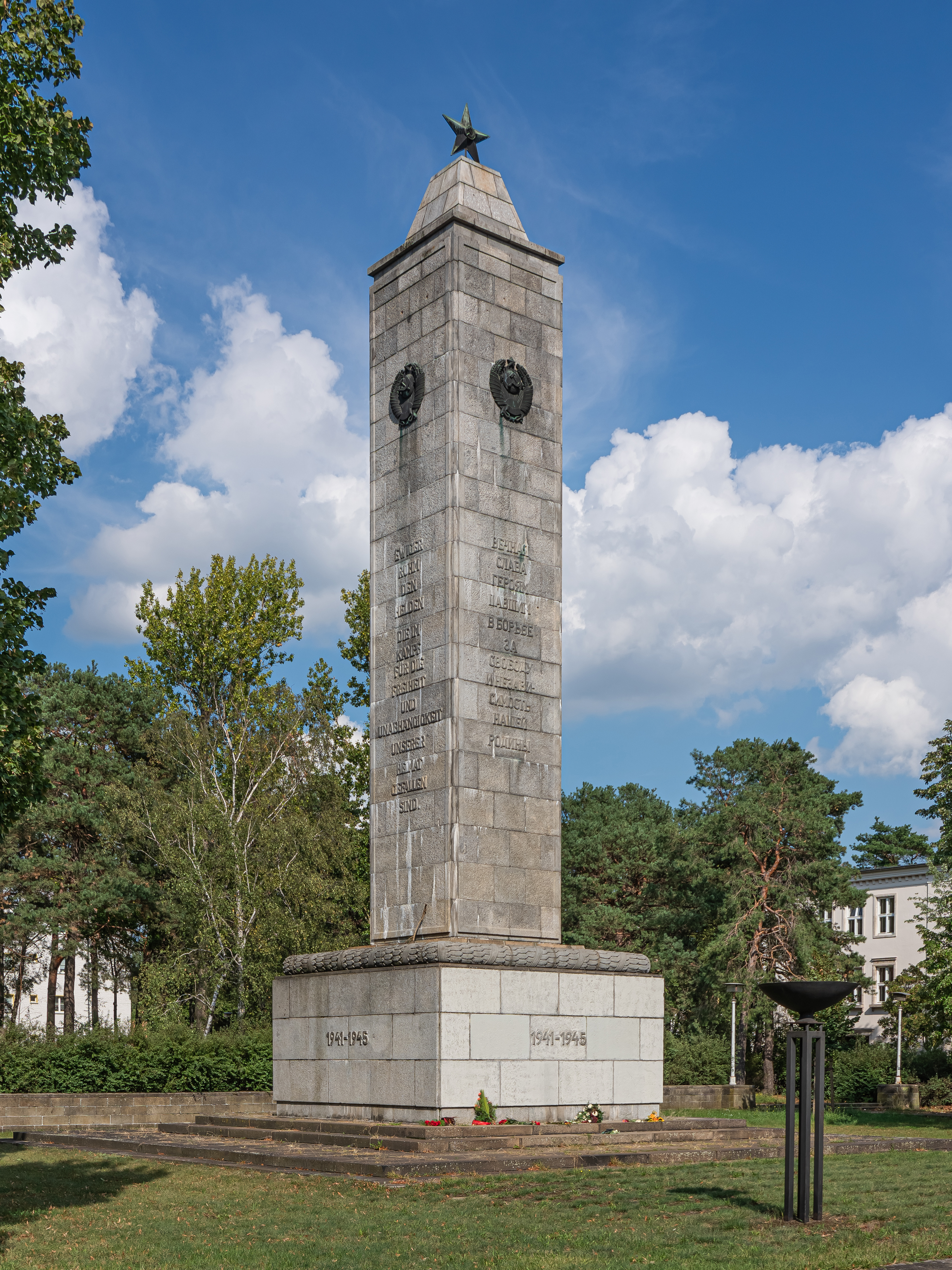
Sowjetisches Ehrenmal

- Flächendenkmal Wohnstadt des Hüttenwerks (Größtes Flächendenkmal Deutschlands)
- Großgaststätte Aktivist, 1953 erbaut und mittlerweile als Baudenkmal geführt.
 Das Gebäude im Stil des sozialistischen Klassizismus wurde nach der Wende privatisiert und bis August 2010 für rund fünf Millionen Euro restauriert. Auf einem Teil der bisherigen Fläche konnte eine neue Gaststätte mit 100 Plätzen eingeweiht werden. Die verbleibende größere Fläche wurde in Büroräume umgebaut.[23]
- Hotel Lunik, erbaut 1959–1963 als Hotel- und Gesellschaftsbau. Verfall des Gebäudes nach 2000. Seit 2002 Baudenkmal.
- Technisches Denkmal Zwillingsschachtschleuse (erbaut von 1925 bis 1929)

Im gesamten Innenstadtbereich fallen zahlreiche Kunstwerke auf, die als Auftragsarbeiten bei der Errichtung der Wohnviertel als Kunst im öffentlichen Raum entstanden. Unter anderem steht auf dem Platz vor dem Museum Utopie und Alltag (Erich-Weinert-Allee 3) eine etwa 150 cm große bronzene Erdkugel auf einem Metallstab, deren Oberfläche reliefartig gestaltet ist und mit Symbolen wie Palmen, einer Eisbärengruppe auf dem Nordpol oder Elefanten am Äquator das Interesse der Betrachter weckt. Sie wurde von dem Künstlerpaar Axel und Cornelia Schulz entworfen und hergestellt.

### Flächendenkmale
Eisenhüttenstadt besteht aus mehreren nacheinander geplanten (Wohn-)Komplexen der sozialistischen Stadtplanung.

#### Wohnkomplex I (ab 1951)
Der älteste Wohnkomplex (WK I) entstand ab 1951 und bildet den Ursprung der Stadt. Die ersten Bauten waren einfach und schmucklos, gedacht für die Arbeiter des Eisenhüttenkombinats Ost.
Hier befindet sich auch der „Platz des Gedenkens“ mit dem sowjetischen Ehrenmal und der Grabstätte für etwa 4000 Personen.
Ab 1952/53 wurden die Gebäude größer und architektonisch aufgewertet, um Familien Platz zu bieten. Heute ist der WK I Teil des denkmalgeschützten Zentrums. In den 2010er Jahren wurden viele Wohnungen barrierefrei saniert und für generationenübergreifendes Wohnen umgebaut. Die „Alte Ladenstraße“ dient als soziales Zentrum.

#### Wohnkomplex II (1952–1954)
Der WK II wurde zwischen 1952 und 1954 südlich der Straße der Republik errichtet. Er steht exemplarisch für den sozialistischen Klassizismus mit aufwendigen Fassaden, Ornamenten, Arkaden und Balkonen. Hier befinden sich das Rathaus, das Krankenhaus und die Erich-Weinert-Grundschule. Die ehemalige Kinderkrippe II beherbergt seit 1994 das Dokumentationszentrum „Museum Utopie & Alltag“.

#### Wohnkomplex III (1954–1956)
Im WK III, gebaut zwischen 1954 und 1956, erfolgte der Stilwechsel vom Klassizismus zum Heimatstil: Satteldächer, Fachwerkerker und Reliefs mit Märchenmotiven prägen das Bild. Die Heinrich-Heine-Allee ist ein begrünter Anger mit Brunnen und Kunstwerken. Hier befindet sich die Gesamtschule 3 mit gymnasialer Oberstufe sowie ein Ladenzentrum und der Sportplatz „Aufbau“.

#### Wohnkomplex IV (1957–1964)
Der WK IV wurde ab 1957 als letzter Teil der ursprünglichen Planstadt errichtet und 1964 vollendet. Hier kam erstmals die Großblockbauweise zum Einsatz, ein Vorläufer der späteren Plattenbauten. Das Amtsgericht, die Polizeiwache und das Albert-Schweitzer-Gymnasium sind hier zu finden. Der WK IV ist nicht Teil des Denkmalbereichs, wurde aber in den 2010er und 2020er Jahren umfangreich saniert und barrierefrei umgebaut.

#### Wohnkomplex V (ab 1957)
Mit dem WK V begann ab 1957 die erste Erweiterung der Planstadt. Rund 2.000 Wohnungen entstanden, überwiegend in Plattenbauweise. Der Komplex liegt naturnah an der Insel und den Diehloer Bergen. Hier befinden sich die evangelische Friedensgemeinde (Gemeindezentrum von 1981) und die Schule für Gesundheits- und Pflegeberufe.

#### Wohnkomplex VI (ab Mitte der 1960er)
Der WK VI wurde ab Mitte der 1960er Jahre östlich der bestehenden Planstadt in mehreren Etappen errichtet und ist der größte aller Wohnkomplexe. Charakteristisch sind Wohnblöcke mit „Schmetterlingsdach“ und Bauten vom Typ P2. Die Diesterweg-Grundschule und eine Förderschule befinden sich hier. Der Komplex liegt direkt am Oder-Spree-Kanal und ist durch eine Fußgängerbrücke mit dem Naherholungsgebiet Insel verbunden.

#### Wohnkomplex VII (1984–2009)
Der WK VII entstand ab 1984 als Plattenbausiedlung und bildete den Lückenschluss zum Stadtteil Fürstenberg. Mit über 2.800 Wohnungen war er einer der größten Komplexe, wurde jedoch zwischen 2003 und 2009 fast vollständig abgerissen, da der massive Leerstand nach der Wende einen Rückbau erforderlich machte. Heute entstehen auf den Flächen neue Einfamilienhäuser und Wohnformen.

### Geschichtsdenkmale
- Sowjetisches Ehrenmal am Platz des Gedenkens für mindestens 4109 sowjetische Kriegsgefangene. Das Ehrenmal wurde 1951 errichtet und in eine Gruft unter dem Ehrenmal die Gebeine aus den ursprünglichen Massengräbern umgebettet, da diese dem Stahlwerk weichen mussten.
- Gedenkanlage auf dem Friedhof des Ortsteils Fürstenberg an der Kastanienstraße für 101 Kriegsgefangene des Stammlagers.
- Gedenkstein auf dem Gelände des Stalag III B, aus Granitblöcken, die für die „Soldatenhalle“ der Welthauptstadt Germania vorgesehen waren.
- Gedenkstein auf dem Jüdischen Friedhof am Kirchhofweg für die ermordete Fürstenberger jüdische Kaufmannsfamilie Fellert
- Gedenktafel am Geburtshaus des erschossenen jüdischen Bürgers Siegfried Fellert und seiner Frau Emma in der Königstraße 61
- Sowjetisches Ehrenmal in Fürstenberg für 23 Soldaten der Dnjepr Flottille, die im Kampf um den Brückenkopf Erlenhof gegen die Russische Befreiungsarmee gefallen sind.

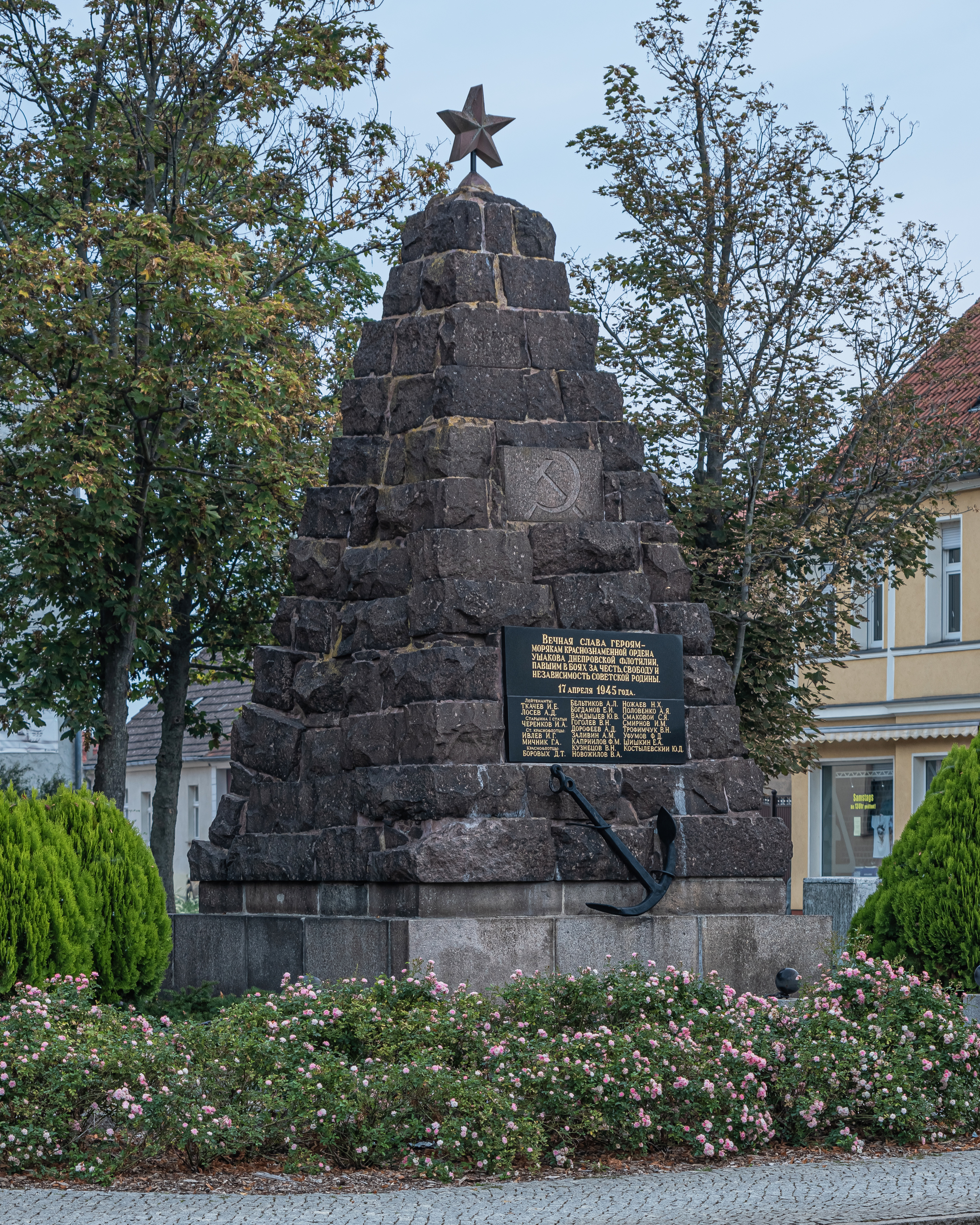
Sowjetisches Ehrenmal, Rossplatz, Eisenhüttenstadt OT Fürstenberg Oder

Im Ortsteil Fürstenberg sind an der Königstraße 61 durch den Künstler Gunter Demnig Stolpersteine für Emma und Siegfried Fellert verlegt worden.

### Kultur- und Veranstaltungsorte

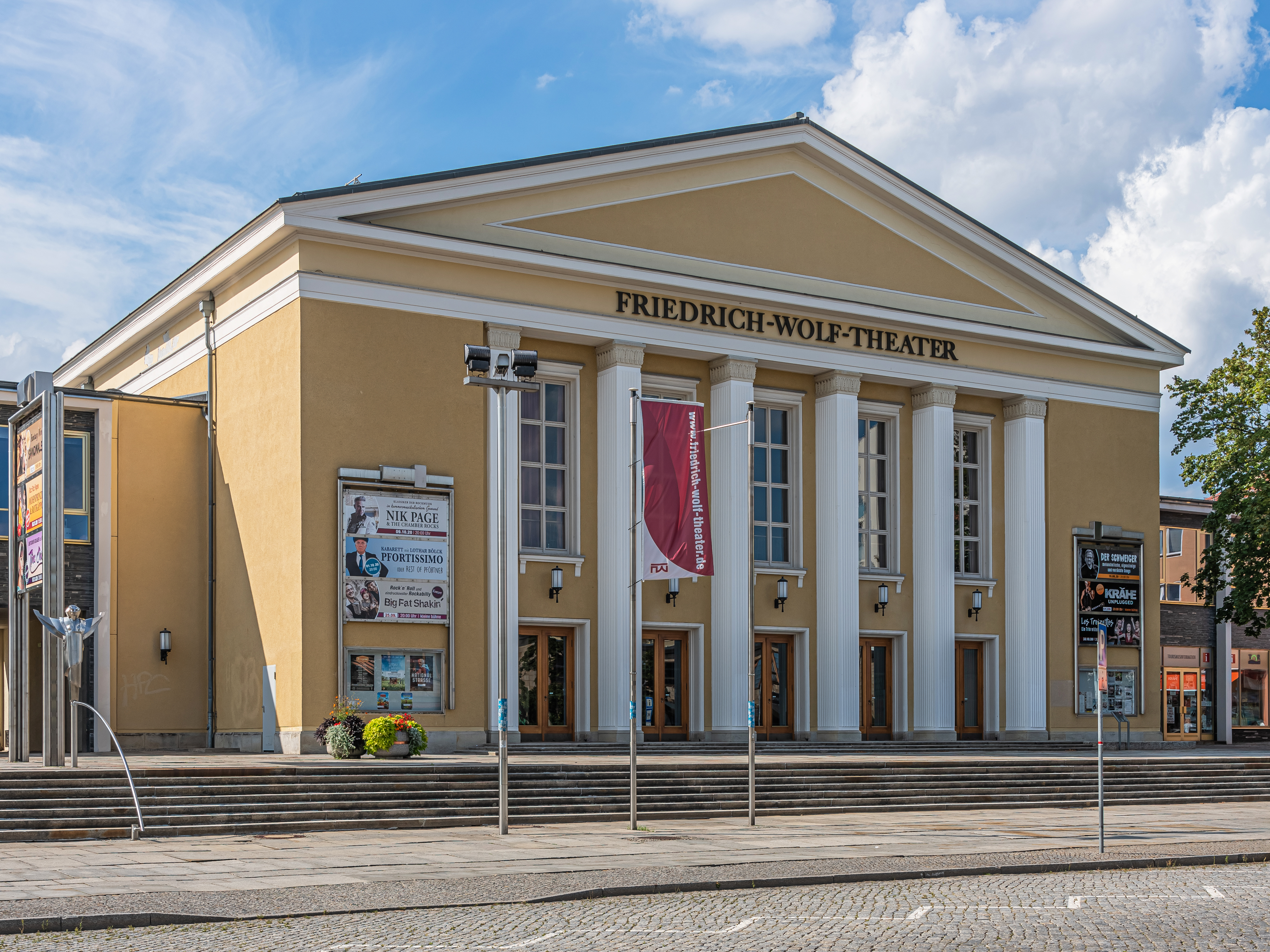
Friedrich-Wolf-Theater

- Friedrich-Wolf-Theater (benannt nach dem Schriftsteller Friedrich Wolf) mit 711 Plätzen und die kleine bühne (kb) mit 120 Plätzen
- Dokumentationszentrum Alltagskultur der DDR
- Städtisches Museum und Galerie
- Feuerwehrmuseum
- Stadtbibliothek
- Kulturzentrum
- Club Hans Marchwitza
- Evangelisches Gemeindezentrum Robert-Koch-Str.37
- Freilichtbühne in den Diehloer Bergen mit 2130 Plätzen
- Inselhalle auf dem Inselvorplatz
- Die ehemalige Selbstbedienungskaufhalle in der Saarlouiser Straße wurde durch Holger Friedrich erworben und beherbergt heute Ausstellungen.[32]

### Regelmäßige Veranstaltungen (Auswahl)
- Stadtfest (in der Regel am letzten Augustwochenende, 2007 mit 250.000 Besuchern)
- Brückenfest im Stadtteil Fürstenberg/Oder
- Schönfließer Heimatfest im Stadtteil Schönfließ
- Drachenbootrennen am Trockendock
- Tanzwoche für Amateurtänzer, professionelles Tanztheater und Solokünstler
- Musical Schneemann Snowys Abenteuer (im Dezember jeden Jahres im Friedrich-Wolf-Theater)

### Musik
Vermutlich seiner Sperrigkeit wegen, die zahllose Assoziationen weckt und eines gewissen Rhythmus’ nicht entbehrt, existieren verschiedene Musiktitel mit dem Stadtnamen:
- 2004: Mariachis feat. Ivo Lotion: Eisenhüttenstadt (Single mit vier Versionen; Reggae)
- 2004: Der Plan: Die Verschwörung: Eisenhüttenstadt (Pop)
- 2004: Dirk Michaelis: Eisenhüttenstadt
- 2005: Aki Takase, Alex von Schlippenbach & DJ Illvibe: LOK 03: Eisenhüttenstadt. (Jazz)
- 2006: Theodore Angst: Eisenhüttenstadt (Rock)
- 2013: Sven Helbig: Eisenhüttenstadt (Avantgarde)
- 2014: Enzo Morchione: „Days of Glory (Hommage an Eisenhüttenstadt)“ (Ambient/Electronica)
- 2018: Acht Eimer Hühnerherzen: Eisenhüttenstadt (Punk)[33]
- 2020: Los Banditos: Eisenhüttenstadt (Surfmusik)[34]
- 2020: MERX: Eisenhüttenstadt (Klangperformance)
- 2024: Enzo Morchione: Iron Music (Electronica)
- 2024: Linebug: While Dancing [Eisenhüttenstadt] (Concept Pop)[35]

### In Eisenhüttenstadt gedrehte Filme
- 1963: Die Suche nach dem wunderbunten Vögelchen (Kinderfilm, Regie: Rolf Losansky; mit Lieselott Baumgarten und Fred Delmare)
- 1963: Ofenbauer (Dokumentarfilm, Regie: Jürgen Böttcher)
- 1963: Silvester am Hochofen (Dokumentarfilm, Regie: Jürgen Böttcher)
- 1967: Die gefrorenen Blitze (Spionagefilm der DEFA, Regie: János Veiczi)
- 1992: Eisenzeit (Dokumentarfilm, Regie: Thomas Heise)
- 1997: Pi – Die Polizistin (Spielfilm, Regie: Carolin Otto)
- 2000: Ein halbes Jahrhundert (Dokumentarfilm, vds, Regie: Tilo Schönherr)
- 2005: Das Schwalbennest (Fernsehfilm, Regie: Maris Pfeiffer)
- 2006: Hüttenstadt (Dokumentarfilm, Regie: Johanna Ickert)
- 2007: Lunik – Der Film (Spielfilm, Regie: Gilbert Beronneau)
- 2010: 60 Jahre Stadt und Werk (Dokumentarfilm, vds, Regie: Tilo Schönherr)
- 2010 Traumzeit (Dokumentarfilm, Regie: Emma Augier)[36]
- 2012: Teratrom (Kurzfilm, Regie: Maik Richter)
- 2017: Das schweigende Klassenzimmer (Spielfilm, Regie: Lars Kraume)
- 2018: H. Beckert, (Kurzfilm, Regie: Maik Richter)
- 2019: Und der Zukunft zugewandt (Spielfilm, Regie: Bernd Böhlich)

## Wirtschaft und Infrastruktur

### Wirtschaft

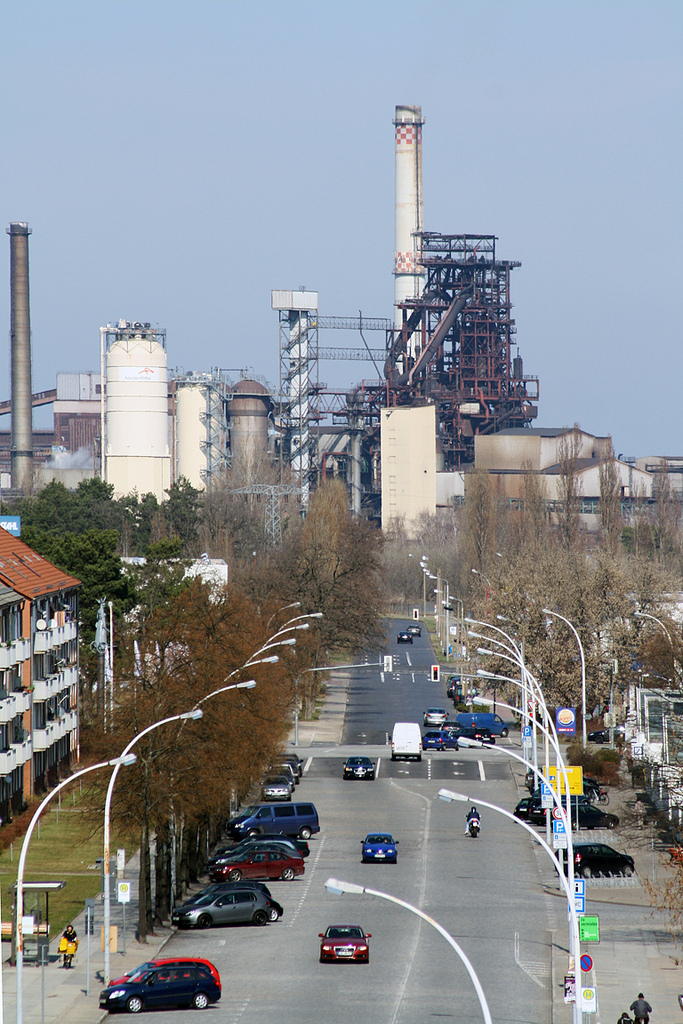
Blick von der Lindenallee zum Hochofen Va des Hauptarbeitgebers der Stadt, 2012

Am 18. August 1950 gab der Minister für Industrie der DDR, Fritz Selbmann, mit den ersten Axtschlägen zum Fällen einer Kiefer den Start frei für den Bau des Eisenhüttenkombinats Ost (EKO).
Die Wirtschaft in Eisenhüttenstadt wird heute von der ArcelorMittal Eisenhüttenstadt GmbH dominiert. ArcelorMittal Eisenhüttenstadt ist ein integriertes Hüttenwerk und gehört zu ArcelorMittal, dem weltweit größten Stahlkonzern. Das aus dem VEB Eisenhüttenkombinat Ost bzw. der EKO Stahl GmbH hervorgegangene Unternehmen ist gegenwärtig das größte in Brandenburg.
Das kanadische Rohstoffunternehmen 5N Plus eröffnete 2008 ein Werk in Eisenhüttenstadt.
Die Neue Oderwerft fertigt und repariert Binnenschiffe aller Art. Sie ist aus mehreren in Fürstenberg angesiedelten Werften hervorgegangen.
Seit dem Frühjahr 2011 produziert die Firma Progroup AG Wellpappen-Rohpapiere für die Verpackungsindustrie in Europa. Im Zuge der Ansiedelung der neuen Papierfabrik wurden auf dem Gelände ein neues Heizkraftwerk von der Firma EnBW Propower GmbH sowie eine neue Kläranlage des örtlichen Trink- und Abwasserzweckverbandes in Betrieb genommen.

### Öffentliche Einrichtungen

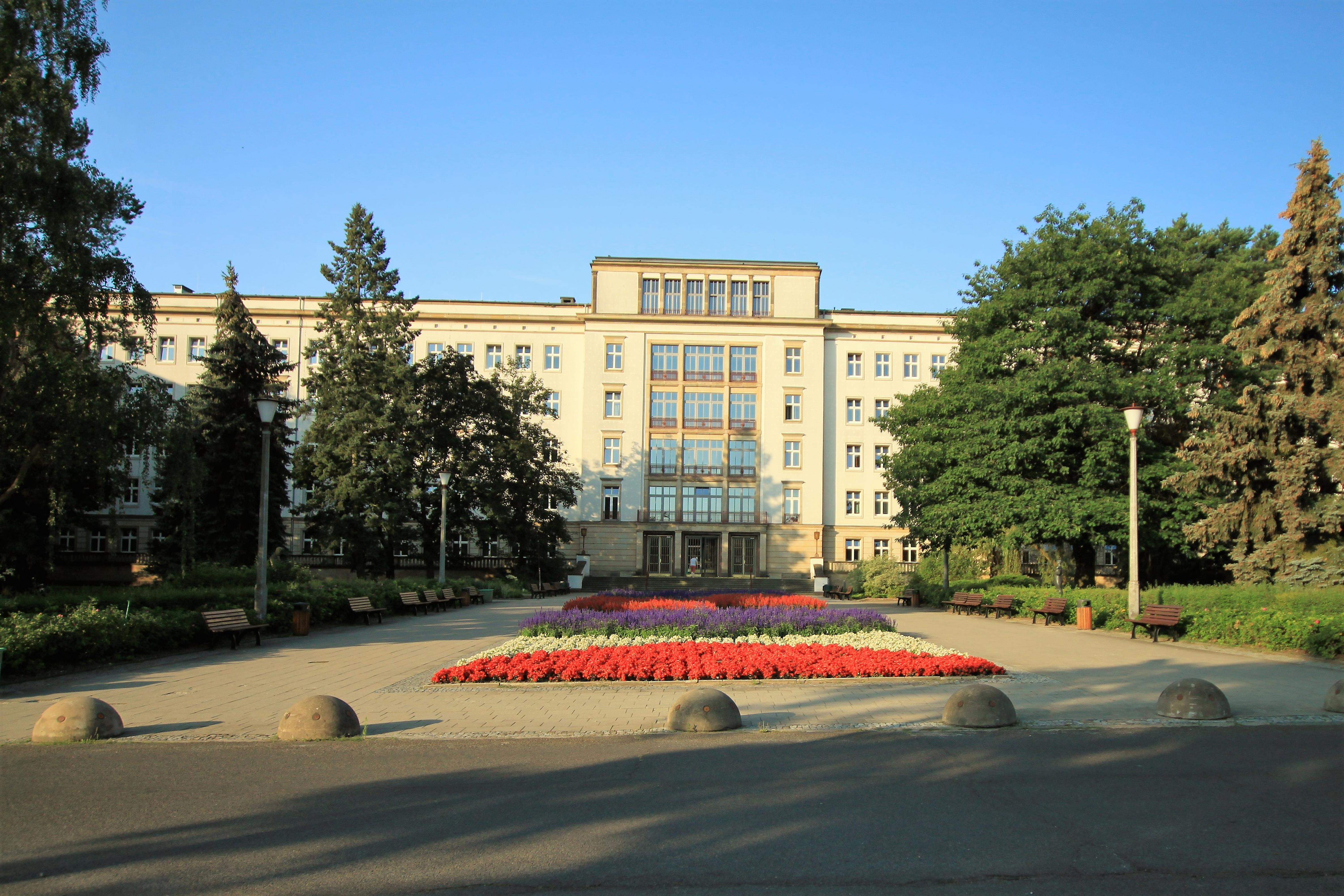
Krankenhaus Eisenhüttenstadt, 2017

Die Stadt war Sitz des Amtsgerichts Eisenhüttenstadt, das zum Bezirk des Landgerichts Frankfurt (Oder) gehörte. Seit 2023 ist das Gericht eine Zweigstelle des Amtsgerichts Frankfurt (Oder).
Das städtische Krankenhaus betreibt neben sieben Kliniken, drei Tageskliniken und einem MVZ in Eisenhüttenstadt auch Tageskliniken in Beeskow (Psychiatrie) und Guben (Geriatrie). Das städtische Krankenhaus ist Akademisches Lehrkrankenhaus der Universität für Medizin, Pharmakologie, Naturwissenschaften und Technik Neumarkt am Mieresch.

### Verkehr

#### Straßenverkehr
Eisenhüttenstadt wird von der Bundesstraße 112 durchquert, die aufgrund des Ausbaus der Neiße-Trasse seit 2015 eine schnelle Verbindung nach Frankfurt (Oder) ermöglicht. In der Stadt beginnt die Bundesstraße 246 nach Beeskow. Die nächstgelegene Autobahnanschlussstelle ist Frankfurt (Oder)-Mitte an der A 12.
Zwar liegt Eisenhüttenstadt direkt an der polnischen Grenze, hat aber keinen direkten Grenzübergang. Die nächsten Grenzübergänge befinden sich in Coschen (15 km), Frankfurt (Oder) (25 km) und in Guben (30 km).

#### Schienenverkehr

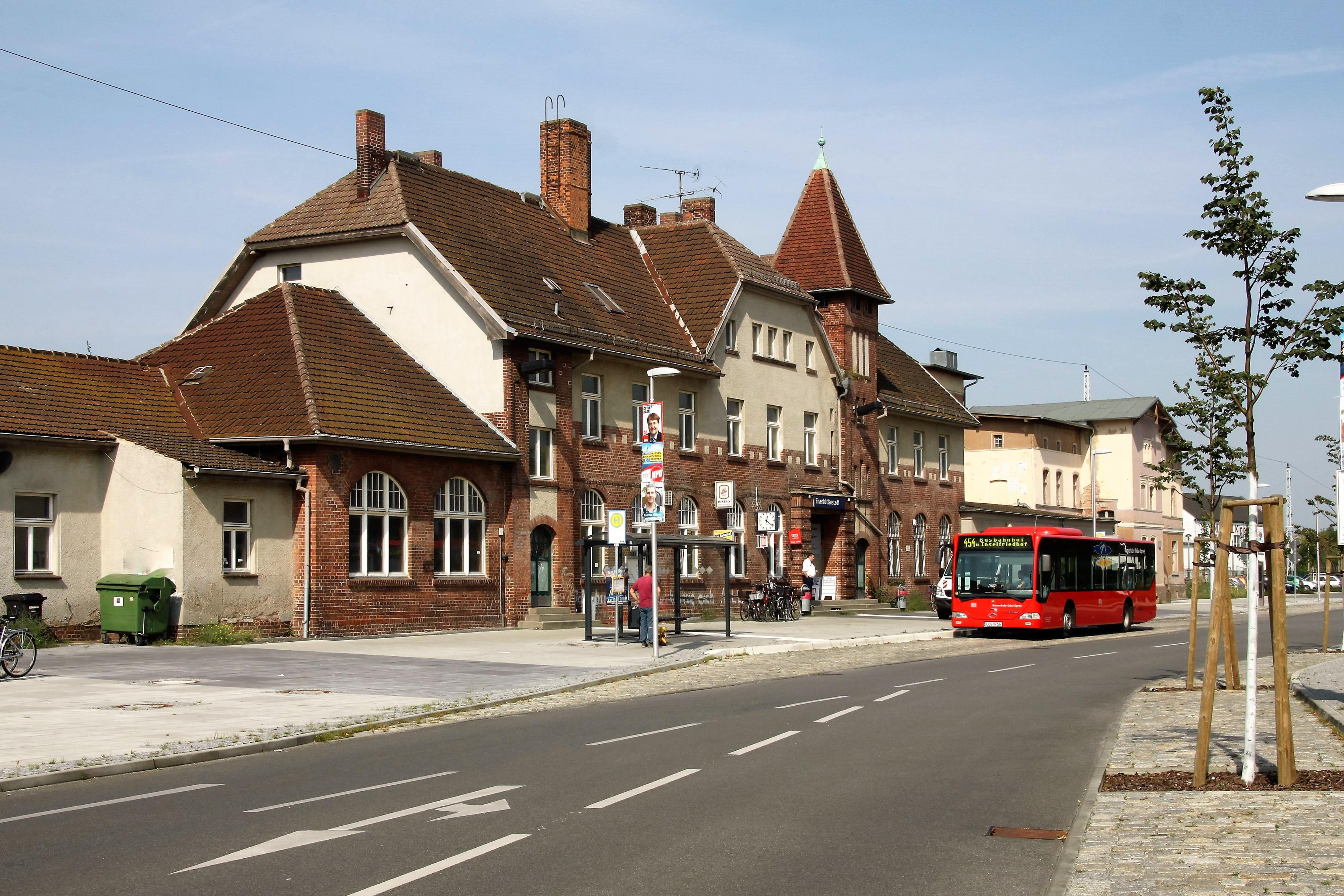
Ehemaliges Bahnhofsgebäude im Stadtteil Fürstenberg

Der Bahnhof Eisenhüttenstadt liegt an der Bahnstrecke Frankfurt (Oder)–Cottbus und befindet sich im Stadtteil Fürstenberg. Jeweils zweistündlich gibt es Verbindungen mit der Regional-Express-Linie RE 10 Frankfurt (Oder)–Cottbus–Leipzig und der Regionalbahnlinie RB 43 Frankfurt (Oder)–Cottbus–Falkenberg (Elster), die sich zwischen Frankfurt (Oder) und Cottbus über Eisenhüttenstadt zu einem Stundentakt überlagern.
Hinzu kommt im Berufsverkehr eine weitere Regionalexpresslinie RE 1 mit einzelnen Zügen, die eine Direktverbindung nach Berlin, Brandenburg und Magdeburg herstellt.

#### Schifffahrt
Eisenhüttenstadt liegt an einer Bundeswasserstraße der Ausbauklasse III, der Oder-Spree-Kanal mündet hier in die Oder. Auf dem Wasserweg sind die Küsten der Nord- und Ostsee sowie viele europäische Metropolen zu erreichen. Die Stadt betreibt den Hafen Eisenhüttenstadt mit Bahnanschluss und Straßenanbindung.

#### Luftverkehr
Der nächstgelegene Flughafen ist Berlin Brandenburg. Ein Verkehrslandeplatz liegt am Nordwestrand der Stadt im zur Gemeinde Siehdichum gehörenden Pohlitz.

### Kfz-Kennzeichen
Ab 1994 wurde das Unterscheidungszeichen EH durch das kreisweite Zeichen LOS abgelöst. Aufgrund der Kennzeichenliberalisierung kann seit 2017 bei Zulassungen auch wieder das Zeichen EH gewählt werden, nachdem sich die Eisenhüttenstädter in Umfragen mehrheitlich für die Wiedereinführung des Altkennzeichens ausgesprochen hatten.

### Bildung

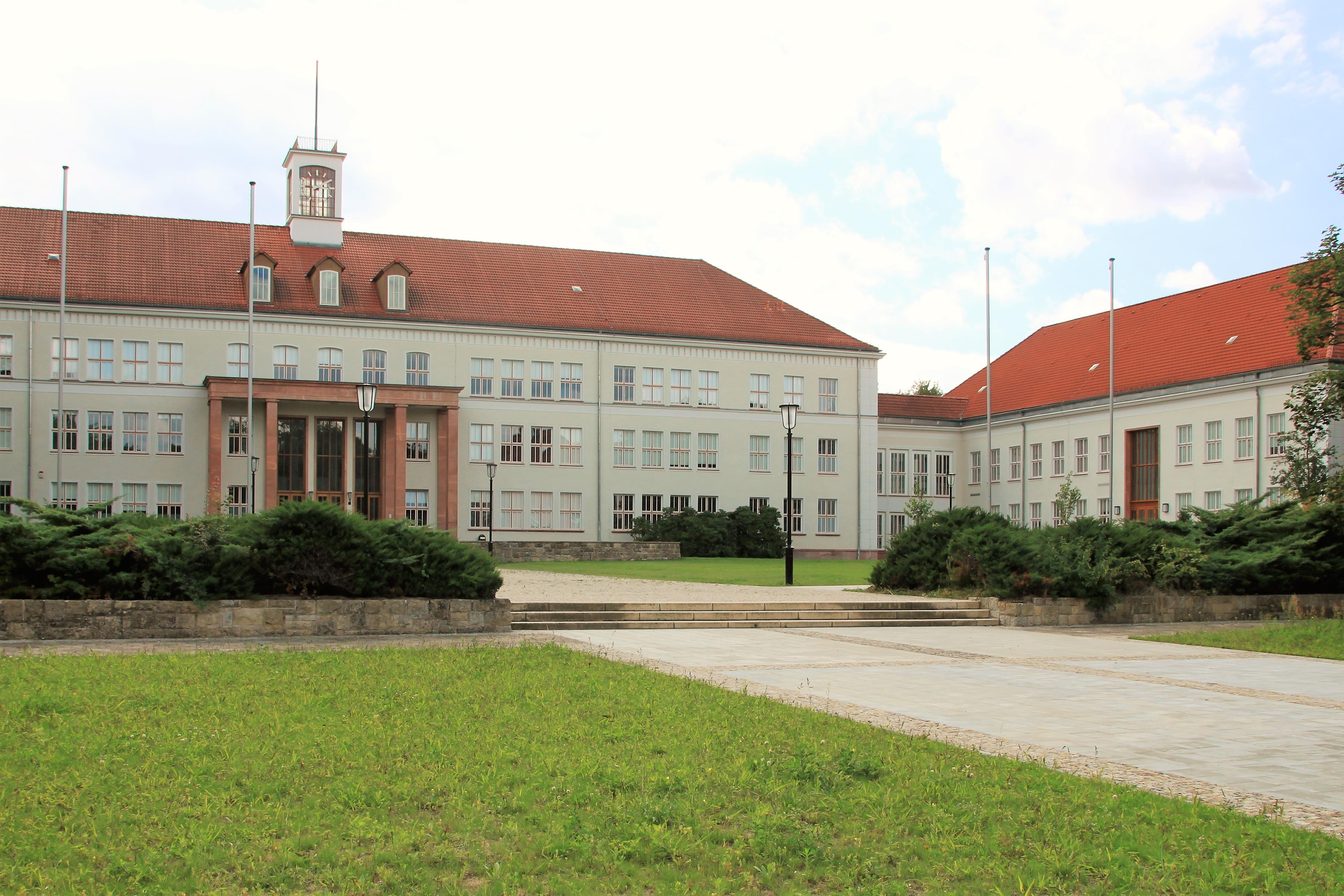
Ehemalige 3. POS „Wilhelm Pieck“ / Oberschule III im III. Wohnkomplex in der Maxim-Gorki-Straße, 2017

Heute existieren in Eisenhüttenstadt fünf Grundschulen, eine Gesamtschule mit gymnasialer Oberstufe und ein Gymnasium. Weiterhin gibt es ein Oberstufenzentrum mit angeschlossenem beruflichem Gymnasium, drei berufliche Schulen und Fachoberschulen, zwei Förderschulen und zwei weitere Weiterbildungseinrichtungen. Träger der Schulen sind die Stadt Eisenhüttenstadt, der Landkreis Oder-Spree und private Träger.

#### Albert-Schweitzer-Gymnasium
1991 entstand das durch die kreisfreie Stadt Eisenhüttenstadt getragene Gymnasium als Städtisches Gymnasium Eisenhüttenstadt. Mit Neubildung des Landkreises Oder-Spree wechselte 1993 die Trägerschaft. Am 30. Oktober 1996 erhielt die Schule den Namen Albert-Schweitzer-Gymnasium. Die Namensgebung erfolgte im Beisein von Bundespräsident Roman Herzog und Ministerpräsident Manfred Stolpe. Seit Mai 2009 kann auf dem Schulgelände eine Albert-Schweitzer-Ausstellung besucht werden, die auf zahlreichen Dauerleihgaben des Niederlausitzer Albert-Schweitzer-Freundeskreises beruht.

#### Oberstufenzentrum Oder-Spree
Das Oberstufenzentrum Oder-Spree mit über 3500 Auszubildenden und Schülern ist die größte Bildungseinrichtung im Landkreis Oder-Spree und betreibt den Außenstandort Gottfried Wilhelm Leibniz in der Waldstraße 10. Die Einrichtung vereint Bildungsgänge der Berufsschule, der Berufsfachschule, der Fachoberschule und des beruflichen Gymnasiums. Ein wesentlicher Schwerpunkt der Bildungs- und Erziehungsarbeit ist die Pflege vielfältiger internationaler Beziehungen mit Partnerschulen unter anderem in Japan, Schweden, Frankreich, Holland, Dänemark und Polen.
Die Schule fusionierte 2012 mit dem OSZ Palmnicken in Fürstenwalde/Spree, wo die Schulleitung und das Sekretariat ihren Sitz haben.

#### Schule für Gesundheits- und Pflegeberufe e. V.
Die Schule ist seit dem Jahr 1954 eine staatlich anerkannte Fachschule für Gesundheits- und Pflegeberufe. Ihr früherer Name ist Medizinische Fachschule Eisenhüttenstadt – MeFa. Sie wird von einem Verein getragen, dessen Mitglieder Gesundheitseinrichtungen der Region sind.

#### Landesschule und Technische Einrichtung für Brand- und Katastrophenschutz LSTE
Die LSTE ist der Aus- und Fortbildung von Angehörigen der Feuerwehren und Katastrophenschutzeinheiten gewidmet. Weiterhin werden spezielle Wartungen von Geräten und Fahrzeugen des Brand- und Katastrophenschutzes durchgeführt sowie Technik und Fachpersonal im Fall von Großschadensereignissen vorgehalten.

### Medien
In Eisenhüttenstadt erscheint als tägliche Regionalzeitung die Märkische Oderzeitung mit einem eigenen Lokalteil. Daneben werden die Anzeigenblätter Märkischer Markt und Märkischer Sonntag herausgegeben.
Außerdem wird in der Stadt mit dem Oder-Spree-Fernsehen (OSF) ein lokales Fernsehprogramm produziert, das in Eisenhüttenstadt, Neuzelle und Beeskow über Kabel zu empfangen ist.

### Sport
In den Sportanlagen Waldstraße befindet sich das Stadion der Hüttenwerker.
Mit dem Eisenhüttenstädter FC Stahl, dem FSV Dynamo Eisenhüttenstadt, der SG Aufbau Eisenhüttenstadt und dem 1. FC Fürstenberg stellte die Stadt bis zum 30. Juni 2016 vier Vereine im Bereich Fußball. Diese waren von der Brandenburg-Liga bis zur Kreisliga vertreten. Zum 1. Juli 2016 fusionierten der Eisenhüttenstädter FC Stahl, die SG Aufbau Eisenhüttenstadt und der 1. FC Fürstenberg und starteten als FC Eisenhüttenstadt den Spielbetrieb auf der 6. Spielebene (Brandenburg-Liga), der er auch in der Saison 2018/2019 angehört.

## Persönlichkeiten

### Ehrenbürger
- Heinz Bräuer (1916–2007), erster Pfarrer von Stalinstadt 1953 bis 1983

### Söhne und Töchter der Stadt
- Bernhard Lösener (1890–1952), nationalsozialistischer Jurist, in Fürstenberg (Oder) geboren
- Oskar Haidinger (1908–1987), Jurist und Bundesrichter, in Fürstenberg (Oder) geboren
- Manfred Sader (1936–2009), Oberbürgermeister von Eisenhüttenstadt, in Schönfließ geboren
- Fred Woitke (1949–1973), Opfer an der innerdeutschen Grenze, in Schönfließ geboren
- Friedrich Liechtenstein (* 1956), Musiker und Entertainer
- Elke Pollack (* 1960), Malerin und Grafikerin
- Birgit Kamm (* 1962), Chemikerin
- Thomas Sonnenburg (* 1963), Sozialpädagoge
- Ekkehard Steinhäuser (* 1964), evangelischer Theologe
- Mathias Noack (* 1967), Schauspiellehrer und Schauspieler
- Sven Helbig (* 1968), Produzent, Musiker
- Paul van Dyk (* 1971), DJ, Komponist und Musikproduzent
- Sebastian Nakajew (* 1976), Schauspieler
- Susann Engert (* 1978), Politikerin (SPD)
- Jan Langer (* 1978), Hörspiel- und Synchronsprecher
- Martin Maleschka (* 1982), Fotograf und Installationskünstler
- Clemens Rostock (* 1984), Politiker (Bündnis 90/Die Grünen)
- Cordula Hanns (* 1986), Schauspielerin, Sängerin, Videokünstlerin
- Clemens Tremmel (* 1988), Maler[44]
- Bernhard Hansky (* 1988), Opernsänger

darunter Sportler:
- Udo Beyer (* 1955), Kugelstoßer, Olympiasieger 1976
- Eckhardt Kreutzer (1955–2014), Fußballspieler und -trainer
- Hans-Georg Beyer (* 1956), Handballspieler, Olympiasieger 1980
- Detlef Gerstenberg (1957–1993), Leichtathlet
- Frank Schaffer (* 1958), Leichtathlet
- Katharina Bullin (* 1959), Volleyballspielerin
- Gisela Beyer (* 1960), Leichtathletin
- Hendrik Reiher (* 1962), Ruderer
- Olaf Backasch (* 1965), Fußballspieler
- Ute Langenau (* 1966), Volleyballspielerin
- Torsten Gutsche (* 1968), Kanute, Olympiasieger 1992 und 1996
- Kathrin Boron (* 1969), Ruderin, mehrfache Olympiasiegerin
- Sören Lausberg (* 1969), Radrennfahrer
- Kay Wehner (* 1971), Fußballtorhüter
- Christian Siemund (* 1985), Fußballspieler
- Amadeus Wallschläger (* 1985), Fußballspieler
- Roger Kluge (* 1986), Radrennfahrer
- Florian Müller (* 1986), Fußballspieler
- Christian John (* 1993), Ringer
- Pia Kästner (* 1998), Volleyballspielerin
- Paul Jaeckel (* 1998), Fußballspieler
- Leon Schneider (* 2000), Fußballspieler

### Mit Eisenhüttenstadt verbundene Persönlichkeiten

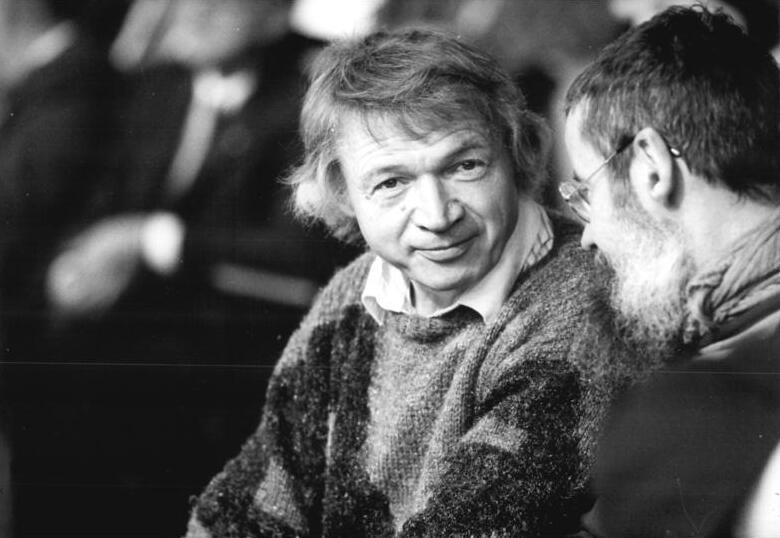
Rudolf Bahro im Jahr 1989

- Karl-Heinz Zieger (1911–1982), Produktionsdirektor des Eisenhüttenkombinats Ost
- Erich Markowitsch (1913–1991), Werkdirektor des Eisenhüttenkombinats Ost, Generaldirektor des VEB Bandstahlkombinat und DDR-Minister
- Otto Schutzmeister (1920–1985), Maler und Grafiker, lebte in Eisenhüttenstadt
- Herbert Burschik (1922–1990), Bildhauer, lebte in Eisenhüttenstadt
- Werner Bauer (1925–1994), Kinder- und Jugendbuchautor, lebte in Eisenhüttenstadt[45]
- Johannes Hansky (1925–2004), sorbischer Maler, Grafiker und Schöpfer des Stadtwappens, lebte lange Zeit in Eisenhüttenstadt
- Helmut Preißler (1925–2010), Schriftsteller, lebte in Eisenhüttenstadt
- Sepp Womser (1931–2007), Maler und Grafiker, lebte in Eisenhüttenstadt
- Rudolf Bahro (1935–1997), DDR-Regimekritiker, verbrachte seine Schulzeit in der Stadt
- Tamara Bunke (1937–1967), Mitkämpferin Che Guevaras in Bolivien, legte in Eisenhüttenstadt ihr Abitur ab
- Karl Döring (* 1937), Generaldirektor des VEB Bandstahlkombinat und Vorstandsvorsitzender der EKO Stahl AG Eisenhüttenstadt
- Rolf Henrich (* 1944), Jurist, Autor und ehemaliger DDR-Dissident, Erstunterzeichner des Gründungsaufrufs des Neuen Forums, lebt in Eisenhüttenstadt
- Andreas Ludwig (* 1954), Gründer und langjähriger Leiter des Dokumentationszentrums Alltagskultur der DDR in Eisenhüttenstadt
- Matthias Steier (* 1959), Maler, lebt in Eisenhüttenstadt
- Sabine Rennefanz (* 1974), Journalistin und Autorin, wuchs in Eisenhüttenstadt auf